# أوقاف منتهية

## أوقاف منتهية
الأوقاف المنتهية أو انتهاء الوقف تعني أن يزول الوقف ويعود الموقوف ملكًا، ويعتبر انتهاء الوقف باعتبار ملكية عين الوقف وقد يكون الانتهاء تلقائياً أو بإرادة الواقف، وللقاضي أن يحكم بلزوم الوقف إذا حصل نزاع بين الواقف والناظر في العين الموقوفة، وحكم القاضي لازمًا، وللفقهاء تفصيل فيما إذا كان انتهاء الوقف بانتهاء مدته، أو بالرجوع عنه أو بخراب الاعيان الموقوفة، أو بقلة غلة الوقف، أو انقراض الموقوف عليهم، وإذا انتهى الوقف إما أن يؤول إلى قرابة الواقف، أو ملكه، أو المستحقين، أو إلى الخيرات، أو إلى بيت مال المصالح.
التعريف الإفرادي:
الوقف: هو تحبيس الأصل وتسبيل المنفعة.
المنتهية: هو صيرورة الوقف إلى عدم وجود مصرفه المخصص له، فقطع له عن تأديته لمقصده الذي شرع من أجله.
التعريف المركب:
الأوقاف المنتهية: هي وصول الوقف الى النهاية، ووقوفه عن أداء غرضه الذي أنشئ من أجله.

## أنواع الأوقاف المنتهية
- أن يكون الانتهاء تلقائيًا، أي من ذاته، دون فعل فاعل، أو تدخل من أحد من الناس.
- أن يكون الانتهاء بإرادة الواقف، أو من له الولاية على الوقف كالقاضي.[4]

## حالات الأوقاف المنتهية
الأمر الأول: أن يحكم القاضي بلزوم الوقف، فإن حصل نزاع بين الواقف والناظر في العين الموقوفة، وحكم القاضي بكونه وقفًا صار لازمًا، لأن قضاء القاضي في المسائل الاجتهادية يحسم النزاع، ويرفع الخلاف في المسألة.
الأمر الثاني: أن يكون الوقف على مسجد، ويأذن للناس بالصلاة فيه، فيلزم هذا الوقف بذلك، دون حاجة إلى حكم حاكم، فلا يجوز الرجوع عنه، ولا يكون ميراثًا بعد وفاة الواقف؛ لأن المسجد يكون خالصًا لله تعالى، ويتخصص للصلاة، فيكون لازمًا.
الأمر الثالث: أن يخرج الوقف مخرج الوصية؛ بأن يعلق الواقف الوقف بوفاته؛ كأن يقول: وقفت داري بعد موتي على الفقراء والمساكين، فإذا قال ذلك؛ خرج الوقف عن ملك الواقف بعد وفاته محسوبًا من ثلث التركة.
الأمر الرابع: أن يخرج الوقف مخرج نذر التصدق بالغلة؛ كأن يقول في حياته: وقفتها في حياتي، وبعد وفاتي مؤبًدا وما دام الواقف حيًا، فهو نذر بالتصدق بالغلة، فعليه الوفاء، وله الرجوع، فإن لم يرجع حتى مات، نفذ الوقف من الثلث.
فالوقف في الأمرين الأوليين يكون لازمًا في حياة الواقف بلا توقف على موته، ويزول عنه الملك، ويلزم في الحال، كما يلزم أيضًا بالموت، وأما في الأمرين الأخيرين فلا يلزم الوقف، ولا يزول الملك عن الواقف إلا بموته، أما في حال حياته فيجوز للواقف الرجوع عن الوقف ما دام حيًا، غنيًا كان أو فقيرًا، بأمر قاضٍ أو غيره.

## حالات احتمال انتهاء الوقف

### ‌‌أولًا: الأوقاف المنتهية بانتهاء مدتها
اختلف الفقهاء في توقيت الوقف بمدة معينة إلى ثلاثة أقوال:
القول الأول: جواز توقيت الوقف، فللواقف أن يرجع الموقوف ملكًا إليه أو لغيره عند انتهاء وقتها، وإليـه ذهب أبو يوسف، والمالكية، و ابن سريج من الشافعية والحنابلة.
القول الثاني: أن الوقف إذا اشترط فيه التوقيت، صحَّ الوقف مؤبدًا، وبطل شرط التوقيت، وإليه ذهب الشافعية في المشهور عندهم، والظاهرية، والزيدية، وأبو يوسف.
القول الثالث: بطلان الوقف المؤقت، وإليه ذهب الحنفية في المعتمد عندهم، والإمامية في القول الأقوى عندهم.

### ‌‌ثانيًا: الأوقاف المنتهية بالرجوع عنها
اختلف الفقهاء في لزوم الوقف على قولين:
القول الأول: لزوم الوقف، وعدم جواز رجوع الواقف عن الوقف، وإليه ذهب جمهور الفقهاء من المالكية مع جواز اشتراط الخيار، والشافعية، والحنابلة، والظاهرية، والزيدية، والصاحبين من الحنفية وهو المفتي به عندهم، والإمامية.
القول الثاني: أن الوقف جائز غير لازم، وللواقف الرجوع فيه حال حياته مع الكراهة، وإليه ذهب الإمام أبو حنيفة وزفر، والإباضية، وحكاه بعضهم عن علي وابن مسعود وابن عباس رضي الله عنهم.

### ‌‌ثالثًا: الأوقاف المنتهية بخراب الأعيان الموقوفة
إذا خربت أعيان الوقف كلها أو بعضها، وأصبحت لا ريع لها، ولا يمكن تعميرها، ولا الاستبدال بها، ولا الانتفاع بها بطريق يفيد الموقوف عليهم من غير إضرار بهم؛ فهل ينتهي الوقف ففيه ثلاثة أقوال:
القول الأول: أن الوقف لا ينتهي بخراب الأعيان الموقوفة مطلقًا سواء أكان مسجدا أم غيره، فلا ينتقل الملك إلى الواقف أو وارثه، وإليه ذهب جمهور الفقهاء من الحنفية، والمالكية، و الشافعية في الصحيح، والحنابلة، والظاهرية، والإمامية.
القول الثاني: أن الوقف المتخرب الذي تعطلت منافعه، وليس له من الغلة ما يعمر به، ينتهي مطلقًا؛ سواء كان مسجدًا أم غيره، فيرجع إلى الواقف أو ورثته، وإليه ذهب الأباضية، ومحمد بن الحسن من الحنفية.
القول الثالث: ذهب الشافعية في الأصح عندهم، والزيدية إلى انتهاء الوقف المتخرب في غير المسجد.

### ‌‌رابعًا: الأوقاف المنتهية بقلة غلتها
إذا كان الوقف عامرًا غير خرب، ولكن صارت غلته قليلة، لا سيما في الوقف الأهلي، حيث تصير حصة كل شخص من أفراد الموقوف عليهم ضئيلة وتافهة لا يؤبه بها، ولا يمكن الاستبدال بها، ولم يكن الموقوف عليه مسجدًا، فهل ينتهي الوقف بذلك، وكيف ينتهي؟
قال ابن قدامة الحنبلي "إن لم تتعطل مصلحة الوقف بالكلية، لكن قلّت، وكان غيره أنفع منه وأكثر ردًا على أهل الوقف؛ لم يجز بيعه، لأن الأصل تحريم البيع، إلا أن يبلغ في قلة النفع إلى حدٍّ لا يعد نفعًا، فيكون وجود ذلك كالعدم".
وإذا انتهى الوقف بذلك فيمكن أن تصرف الغلة إلى جهة مماثلة؛ كالمسجد، والثغر، والقنطرة، والبئر، أو لمصلحة إسلامية، أو لأقرب الناس إلى الوقف.

### ‌‌‌‌خامسًا: الأوقاف المنتهية بانقراض الموقوف عليهم
تحدث الفقهاء عن مسألة: انقراض الموقوف عليهم في كل من الوقف الأهلي؛ والوقف الخيري من ناحيتين:
الأولى: تتعلق بصحة هذا النوع من الوقف وعدمه.
الثانية: القول بصحة الوقف على من ينقرض، ففي هذه المسألة لا يخلو الجواب من أربعة أنواع وهي:
النوع الأول: أن يكون الموقوف عليهم جهة غير منقطعة؛ كالوقف على الفقراء والمساكين والمساجد، أو على طائفة لا يجوز بحكم العادة انقراضهم؛ كحفظة القرآن الكريم، ومصالح الحرم، وهو صحيح بالاتفاق.
‌‌ النوع الثاني: أن يكون الموقوف عليهم جهة منقطعة: كالوقف على قوم يجوز انقراضهم بحكم العادة، ولم يجعل آخره للمساكين؛ ففيه قولان:
- أن الوقف في هذا النوع صحيح وإليه ذهب جمهور الفقهاء من المالكية، والحنابلة، والزيدية، والإباضية، والإمامية.[10][12][14][18][29]
- لا يصح الوقف في هذا النوع؛ لأن الوقف مقتضاه التأبيد، فإذا كان منقطعًا صار وقفًا على مجهول.[12][21][31]

النوع الثالث: أن يكون الوقف منقطع الابتداء، كالوقف على من لا يجوز الوقف عليه، كالوقف على نفسه، أو على كنيسة، أو على مجهول غير معين، فإن لم يذكر له مالًا يجوز الوقف عليه ففيه قولان:
- يكون الوقف باطلًا، وهو قول الجمهور.[10]
- أن الوقف على النفس صحيح، وإليه ذهب الظاهرية، وأبو يوسف من الحنفية.[12]

النوع الرابع: أن يكون الوقف صحيح الطرفين، منقطع الوسط، مثل أن يقف على ولده، ثم على مجهول غير معين، ثم على المساكين، خرج في صحة الوقف وجهان، كمنقطع الانتهاء؛ لأن الوقف للتأبيد، ثم ينظر فيما لا يجوز الوقف عليه، فإن لم يمكن اعتبار انقراضه ألغيناه.

## الأوقاف المنتهية وما يترتب عليها
إن الوقف بعد انتهائه إما أن يؤول إلى قرابة الواقف، أو ملكه، أو المستحقين، أو إلى الخيرات، أو إلى بيت مال المصالح، وذلك على النحو الآتي:

### ‌‌أولًا: الأوقاف المنتهية إلى قرابة الواقف
يؤول الوقف المنتهي إلى قرابة الواقف في الأحوال الآتية:
- إذا كان الوقف منتهياً بسبب انقطاع آخر الموقوف عليهم، كالوقف على الفقراء والمساكين، أو طلبة العلم الشرعي.
- إذا كان الوقف منتهياً بسبب الانقطاع للموقوف عليهم غير المعلوم الانتهاء؛ فإنه ينصرف إلى أقارب الواقف عند الشافعية وأحمد.[10][14][18]

### ‌‌ثانيًا: الأوقاف المنتهية ملكًا للموقوف عليهم
يؤول الوقف المنتهي إلى الموقوف عليهم في الحالات الآتية:
- إذا انتهى الوقف بسبب ما إذا كانت الغلة ضئيلة، ولم يكن الواقف حيًا، فيملكون تلك العين الموقوفة بحكم القاضي، وتوزع عليهم عند فقهاء المذاهب الثمانية الذين يرون انتهاء الوقف في هذه الحالة؛ لأن الأصل في تشريع الوقف تخصيص منفعته للموقوف عليهم، وصرف ريعه إليهم، تقربًا إلى الله تعالى.[26][27]
- إذا انتهى الوقف بسبب خراب عين الوقف، أو انهدامها، ولا يمكن تعميره، وليس للواقف حق الرجوع عنه؛ آل الوقف إلى موقوف عليه مماثل في غير المسجد، عند جمهور الفقهاء من الحنفية والمالكية والشافعية والزيدية.[11]

### ‌‌ثالثًا: الأوقاف المنتهية ورجوعها إلى ملك الواقف
يؤول الوقف المنتهي إلى ملك الواقف في الحالات الآتية:
- إذا كان الوقف منتهيًا بسبب الانقطاع للموقوف عليهم غير المعلوم الانتهاء؛ فإنه ينصرف إلى المستحقين، فإذا انقرض المسمى كانت للفقراء والمساكين.[12]
- إذا كان الوقف منتهيًا بسبب خراب عينه سواء كان مسجدًا أو غيره، وليس له من الغلة ما يعمر به، فيرجع إلى الباني أو ورثته.
- إذا انتهى الوقف بسبب انتهاء المدة التي وقت بها، فيرى أبو حنيفة بعدم لزومه، ويرجع الموقوف ملكًا للواقف إن كان حيًا، ويتصرف فيه كما يشاء.

### ‌‌رابعًا: الأوقاف المنتهية إلى الخيرات
يؤول الوقف المنتهي إلى سبل الخيرات من الفقراء والمساجد في الحالات الآتية:
- إذا كان الوقف منتهيًا بسبب انقطاع آخر الموقوف عليهم؛ صُرف الوقف إلى الخيرات.
- إذا صار فيها الوقف المنتهي ملكًا لأقارب الواقف ولم يوجد الأقارب، يُصرف الوقف إلى الخيرات.
- وردت لدى المؤيد بالله من الزيدية وأبي يوسف من الحنفية؛ يصير فيها الوقف المنتهي ملكًا للواقف إن كان حيًا، وإلى ورثته إن كان ميتًا، فإذا انعدم الورثة؛ فيصرف إلى الخيرات.[16]

### ‌‌خامسًا: الأوقاف المنتهية إلى بيت مال المصالح العامة
يؤول الوقف المنتهي إلى بيت مال المصالح العامة في حالة ما إذا كان الوقف منتهيًا بسبب الانقطاع للموقوف عليهم غير المعلوم الانتهاء؛ فإنه يُجعل في بيت مال المسلمين عند أحمد، لأنه مال ليس له مستحق، فأشبه مال من لا وارث له، وقد نص منتدى قضايا الوقف الفقهية الثاني في القرار رقم (3) على أنه "ينتهي الوقف الذري بإحدى الحالات الآتية:
1. بانتهاء مدته.
2. أو بانقراض الموقوف عليهم.
3. أو خراب العين.

وفي هذه الحالات يؤول الموقوف إلى الوقف الخيري للمصالح العامة وجهات الخير".

## روابط خارجية
- انتهاء الوقف: مفهومه، أسبابه، حالاته، أحكامه
- مجموع في المناقلة والاستبدال بالأوقاف
- مدونة أحكام الوقف الفقهية
- المناقلة والاستبدال بالأوقاف